# Gröndal (Vallentuna)
Gröndal is een plaats in de gemeente Vallentuna in het landschap Uppland en de provincie Stockholms län in Zweden. De plaats heeft 110 inwoners (2005) en een oppervlakte van 25 hectare. Gröndal wordt voornamelijk omringd door bos en de bebouwing in het dorp bestaat vooral uit vrij grote vrijstaande huizen. De plaats Vallentuna ligt slechts een paar kilometer ten westen van het dorp.